# 谷歌大脑
谷歌大脑是一个深度学习與人工智慧科研项目团队，其母公司为谷歌。

## 历史
2011年，“谷歌大脑”的雏形起源于一项斯坦福大学与谷歌公司的联合研究项目。谷歌专家傑夫·迪恩（Jeff Dean）, 研究员格雷科拉多（Greg Corrado）与斯坦福大学人工智能教授吴恩达（Andrew Ng）是这个小团队的最初三名成员。其中，吴恩达教授更是从2006年就开始尝试用深度学习技巧来解决人工智能领域的问题，这促使他在2011年与迪恩和克拉多联手创造了一个大型深度学习软件平台“DistBelief” 。这是一个架构于谷歌云计算平台上的一个服务。
谷歌大脑一开始只是Google X的一个研究项目而已。但因为它惊人的效益和成功，它脱离了Google X成为了谷歌总公司的单独部门。Google X前负责人埃里克泰勒(Eric Teller)曾透露谷歌大脑团队当时赚到的钱超过了整个Google X部门的成本。
2012年6月，《纽约时报》报道了一个由16000台电脑集群组成的人工神经网络通过YouTube上有关于猫的资料自行训练而能够识别出“猫”这一概念。这个系统集群的机理在于模拟人类大脑活动。当时这个突破同时被美国国家公共广播和智慧星球媒体报道。
2013年3月，谷歌聘用了深度学习领域里的资深专家杰弗里·辛顿，并收购了他所领导的DNNResearch Inc. 公司。辛顿表示他将会将自己的精力分成两部分，同时着重大学里的科研和在谷歌的工作。
2014年1月26日，多家媒体机构报道谷歌以未公布的价格并购了英國DeepMind科技公司。有分析师后来描述这次收购耗费了谷歌400万英镑（650万美金），虽然同有线报表明这次收购价值500万英镑。 这次收购发生在Facebook公司与DeepMind交涉许久无果的情况下。
2023年4月21日，Alphabet表示将合并DeepMind和谷歌大脑。

## 在谷歌产品中的运用
目前谷歌大脑的技术主要运用于安卓操作系统里的语音识别控件中，同时也用于谷歌社交平台Google+里的图片搜索功能，而且也对谷歌的智能视频推荐起到了至关重要的作用。
谷歌大脑一开始是由谷歌资深研究人员杰夫迪恩和斯坦福教授吴恩达组成的（吴恩达后来加入了百度的人工智能事业部）。截止2014年，这个团队的成员有杰夫迪恩、杰弗里金盾、格雷柯拉多，阔克乐(Quoc Le)，伊亚萨茨科沃(Iiya Sutskever)，亚力克斯克里哲福斯基(Alex Krizhevsky)，萨米本吉(Samy Bengio)和文森特万浩科(Vincent Vanhoucke)。目前，谷歌大脑团队有多名中国人或华裔在职。

## 研究方向
谷歌大脑团队的标语为“让机器更智能，以提升人类生活质量。” 其七个主要研究方向如下：机器学习算法和技术、医疗健康、机器学习支撑电脑系统、机器人、自然语言理解、音乐和艺术创作、知觉仿真。
其团队相信知识应该为全人类共享，所以其所有科研成果都会公开发表。